# Фраппато
Фраппато (Frappato) — сицилийский сорт чёрного винограда, используемый для производства красных вин, преимущественно на юго-восточном побережье Сицилии (см. «Черазуоло ди Виттория»).
Лист средний, пятилопастный. Ягоды средней величины, округлые. Урожайность этого сорта винограда сильно зависит от условий, но обычно не высока. Относится к сортам позднего периода созревания. 
По предварительным данным генетиков, происходит от санджовезе. Сорт является основой для создания достаточно ароматных вин невысокой плотности. Обычно используется виноделами не в чистом виде, а в купаже с калабрезе.